# 131工程

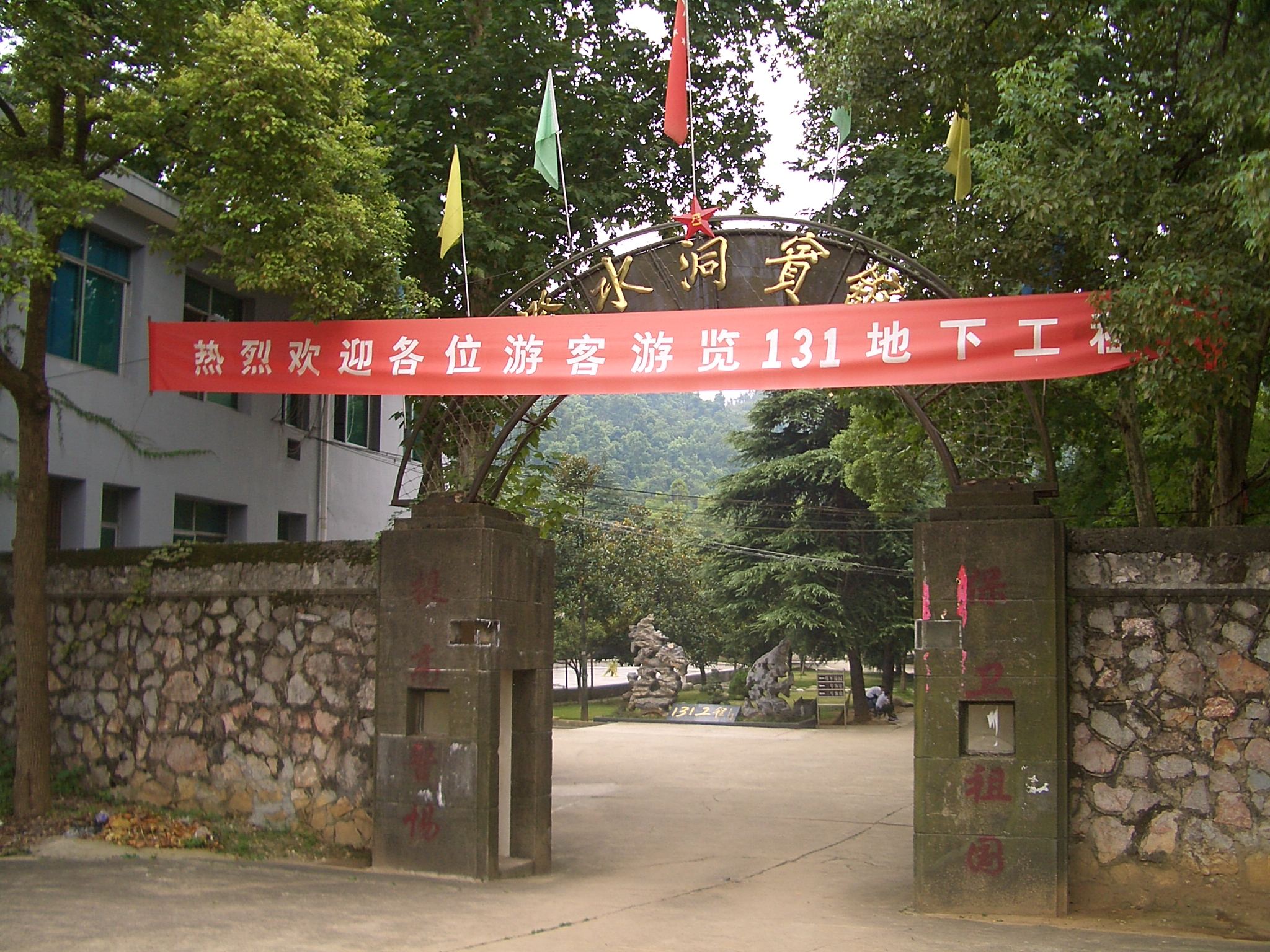
131地面建築群

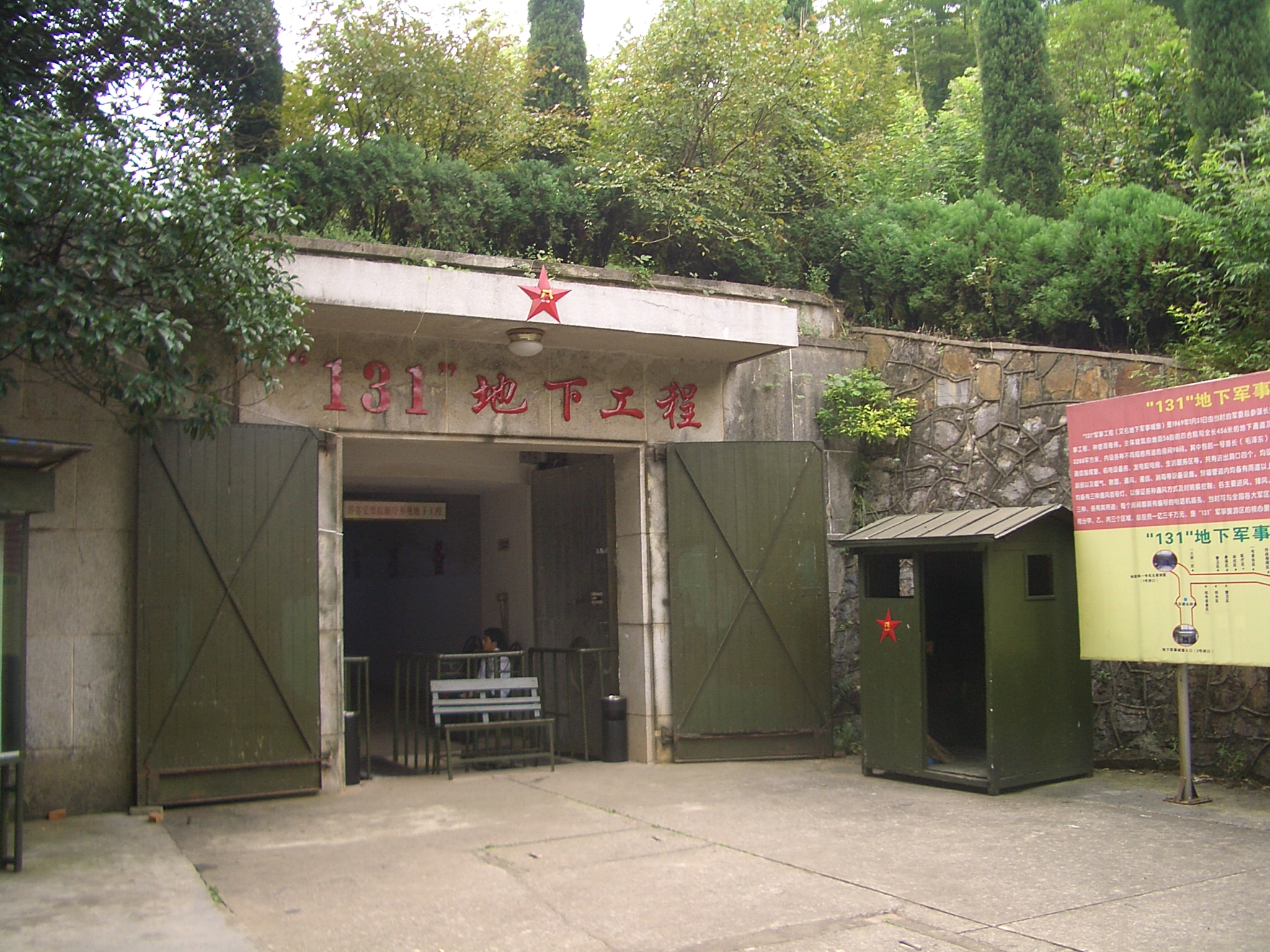
坑道區入口

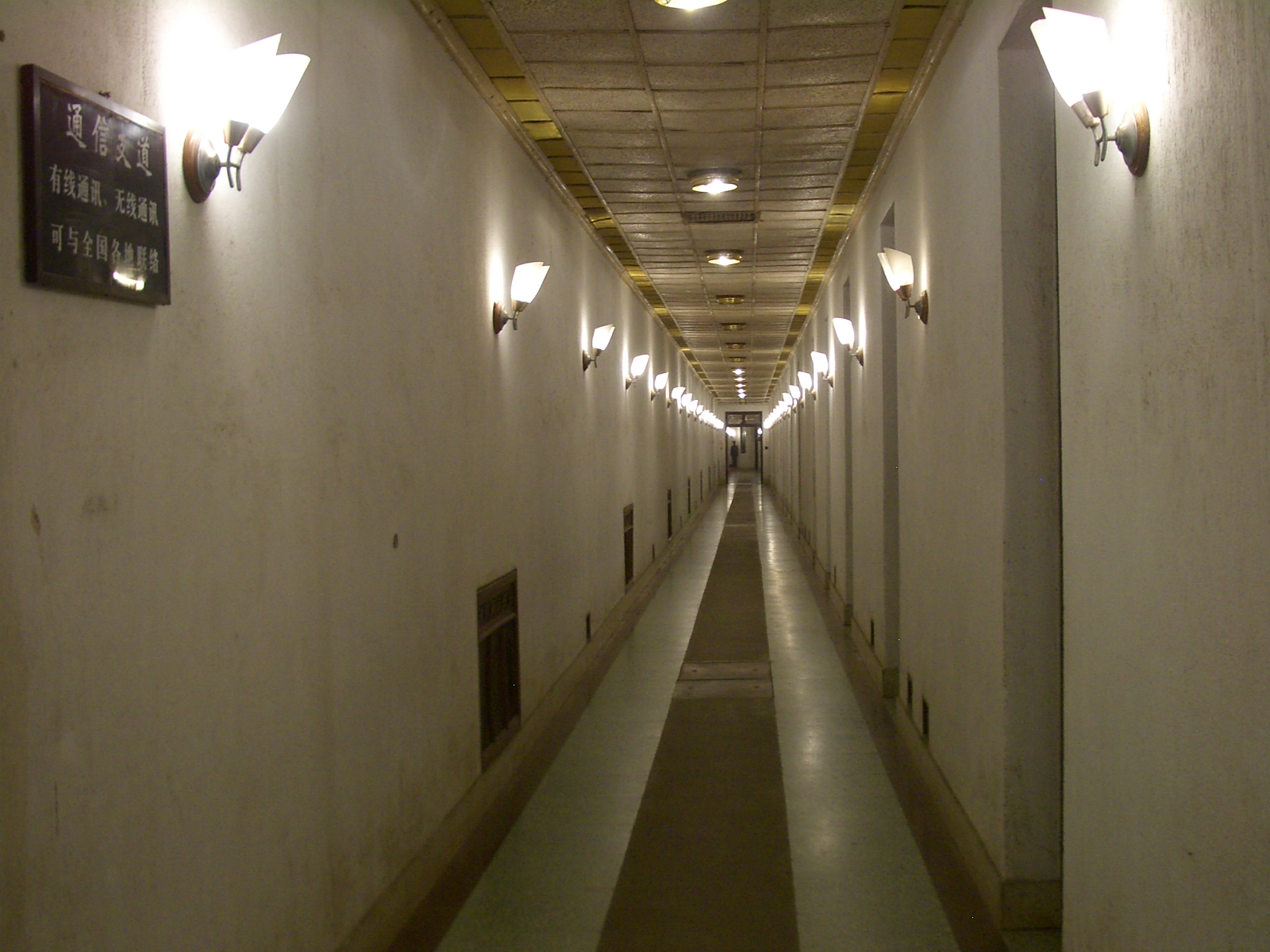
地下中層的一個聯絡通道

澄水洞地下工程，俗称131工程，是中蘇交惡時期中華人民共和國於湖北省咸宁市興建的防核战争地下指挥部，核戰爭時可以供黨和國家領導人集體進駐，成為短期地下首都之用。1968年，毛泽东下令汪东兴在鄂南为他修建战时住房，1969年1月31日时任中央军委总参谋长黄永胜签署命令始建，故称“131工程”。目前成為国家AAA级旅游风景区和國防教育基地。

## 概論
1969年1月31日以日期命名的131工程拍板定案開始興建，主体建筑由地面56亩的多所四合院建築與地下總長度約半公里有八個出口的坑道設施和4560平方米的地下空間，主地道寬度可通行汽車，自备电源、水、粮庫，通訊設施。计划投资3亿元人民幣（當時物價）。
基地選定湖北省咸宁市高桥镇附近大山，北距武汉80公里，南距岳阳150公里，地下段分上中下三层，包含中央领导和中央军委要员的卧室、作战室、警卫室，可供200多人封閉生活兩年以上，外層可抗輻射和核武攻擊，每個洞口装有两扇數噸重的鉛門，總共有131間功能各異的房間，毛澤東的65號房間有180平方米並設一台高速電梯能直通山頂出口，另有副統帥林彪的房間，大小雷同但沒有電梯，家具奢华程度也稍遜。巨型發電機房為中心，四周有大型通风设备，排水装置，暖气设施，湿度温度调节设施，而人員活動區圍繞中央指揮室展開，坑道內複雜無比，許多路口設有暗室的機槍口，作為暗哨兵防禦有敵人攻入坑道內。
地面設施是數棟青砖红瓦的傳統中式建築別墅，院內樹木種植濃密，外界難以窺探，毛澤東使用的一號別墅內設施略有豪華但無特殊功能，只作為休閒生活與接見人員之用，另外數棟別墅有林彪專屬棟以及警卫部队的宿舍等等。
整個工程目前歷史紀錄是因為中共中央副主席林彪篡党夺權且整個設施機密已經外洩，权于1971年九一三事件后停建，3億元預算約消費了1.3億。1981年後正式交付咸宁地区行署管理，開始建造一些旅遊設備以配合改革開放，目前地下中層已經整理完畢並開放遊覽，周邊配套開發了云中湖游览区、星星竹海、李时珍墓等旅遊行程。

## 图集

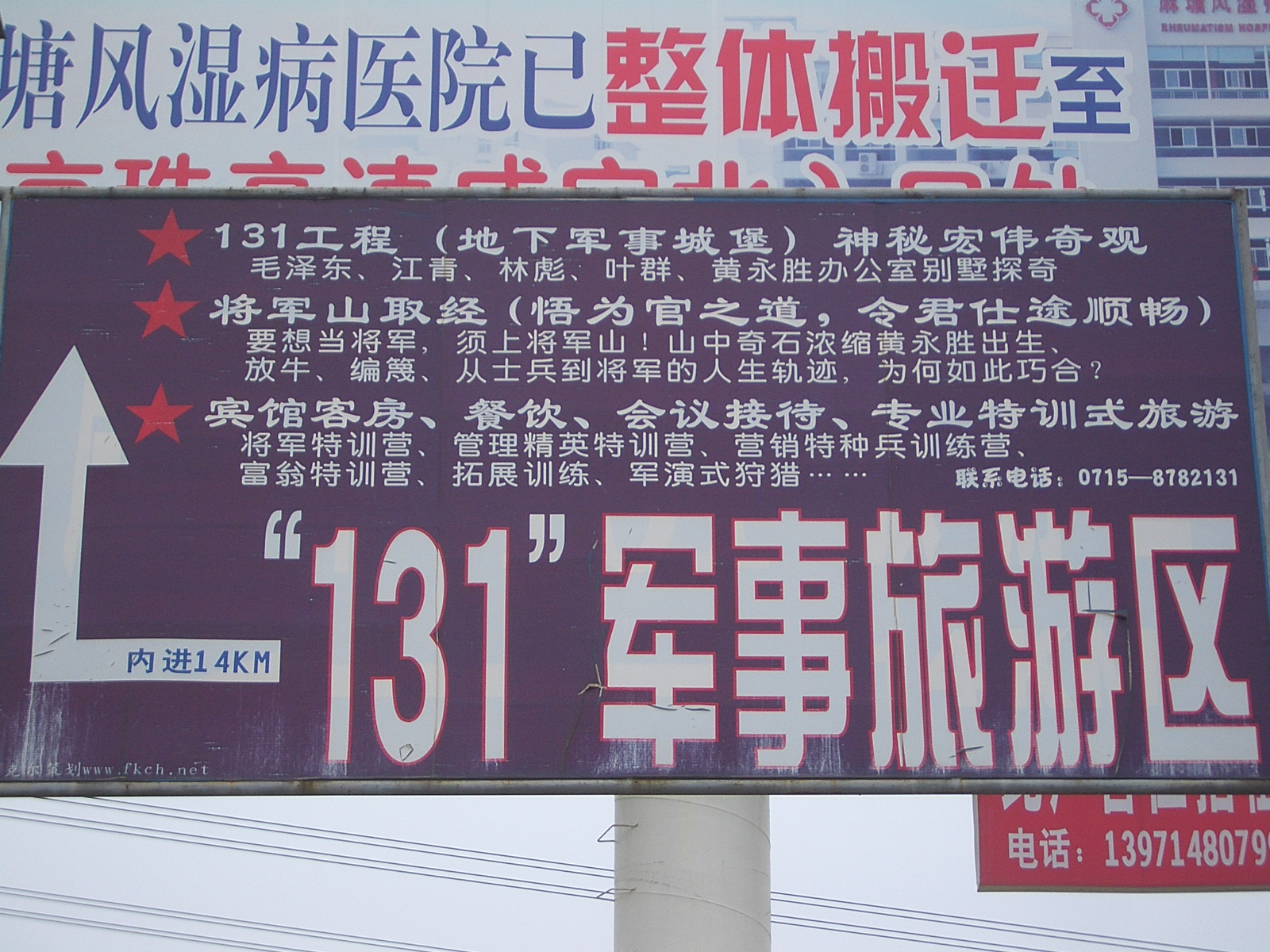
高速路上的指標
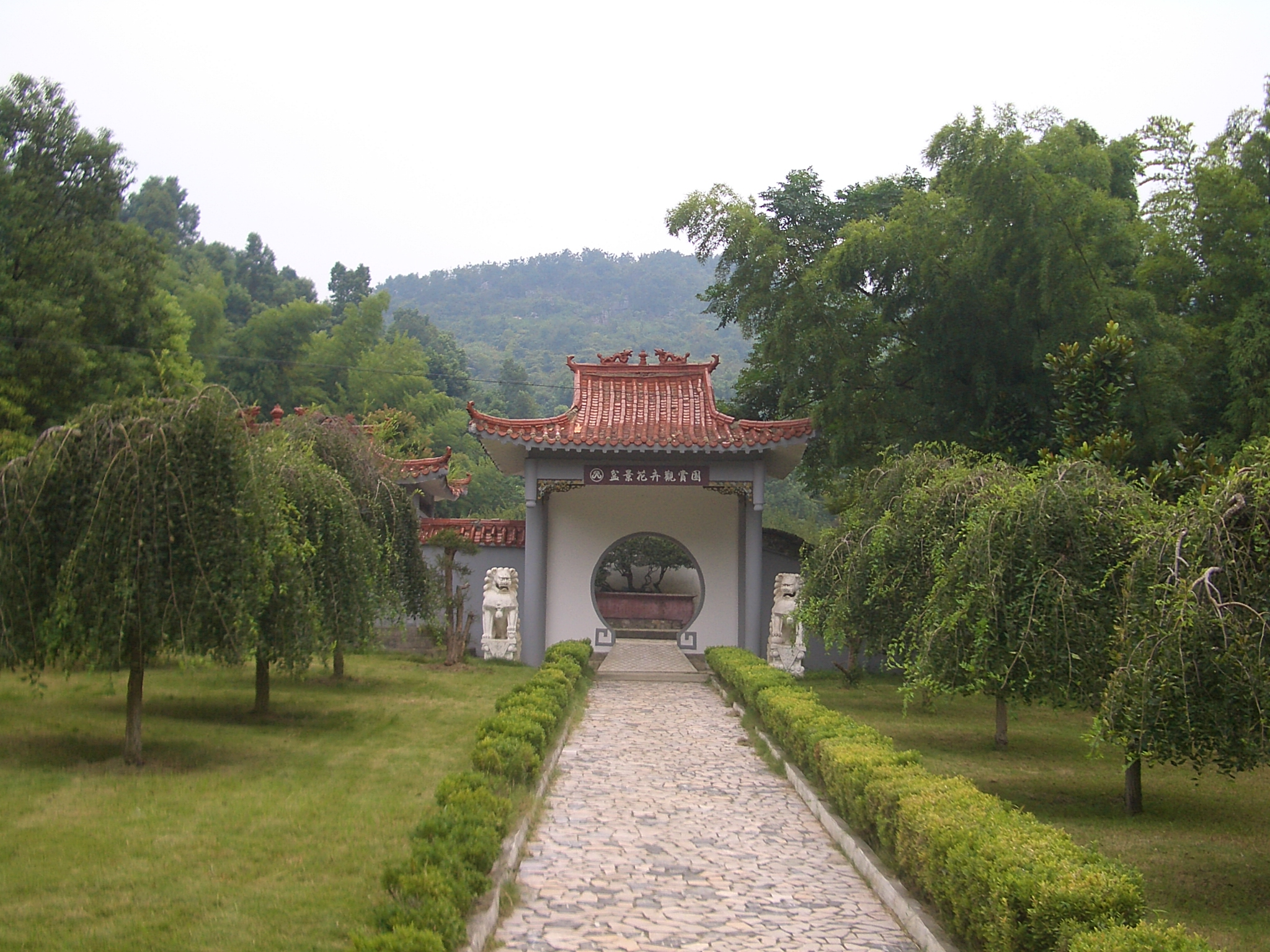
地面建築的園林
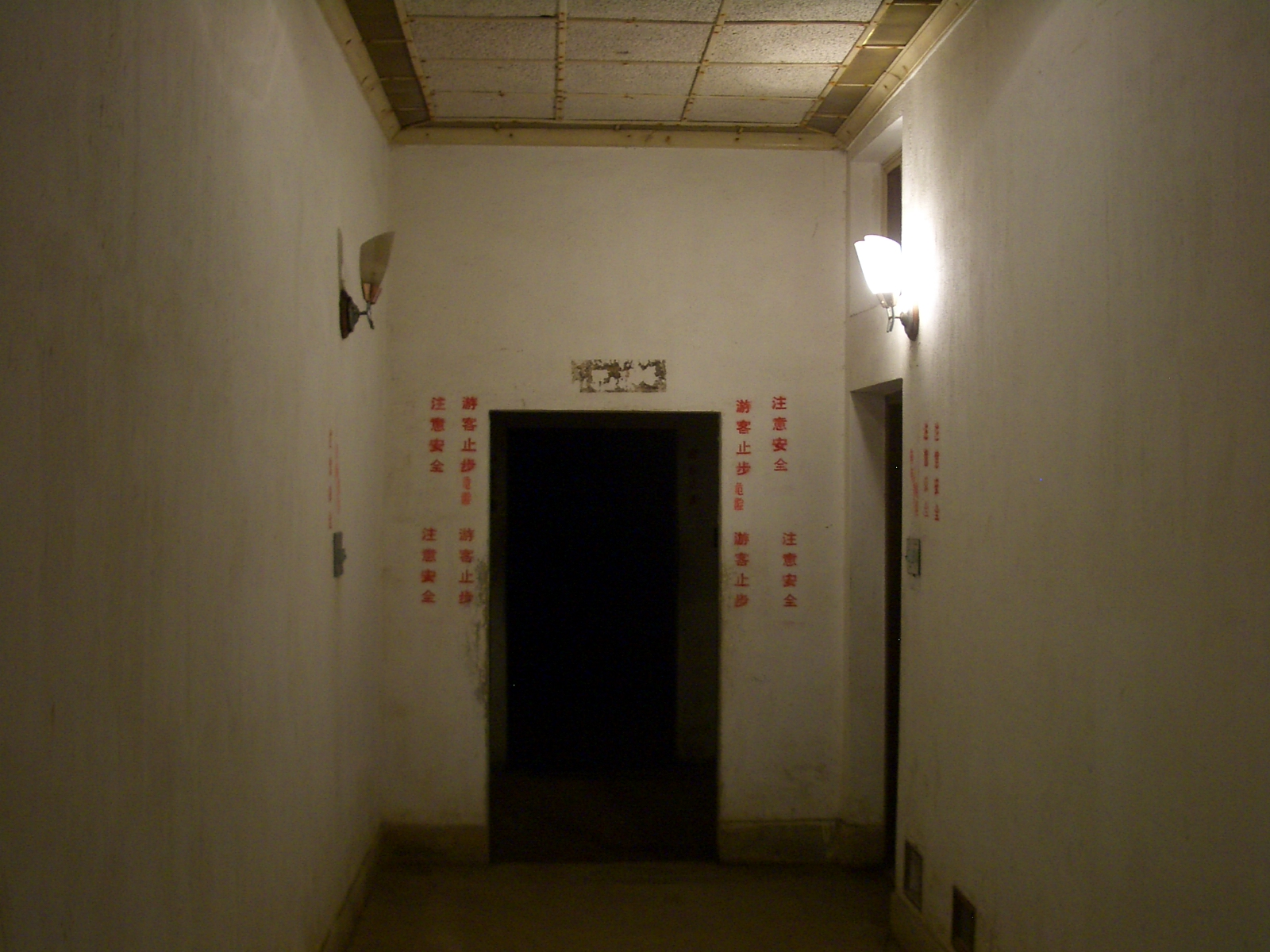
遊客觀光的止步點
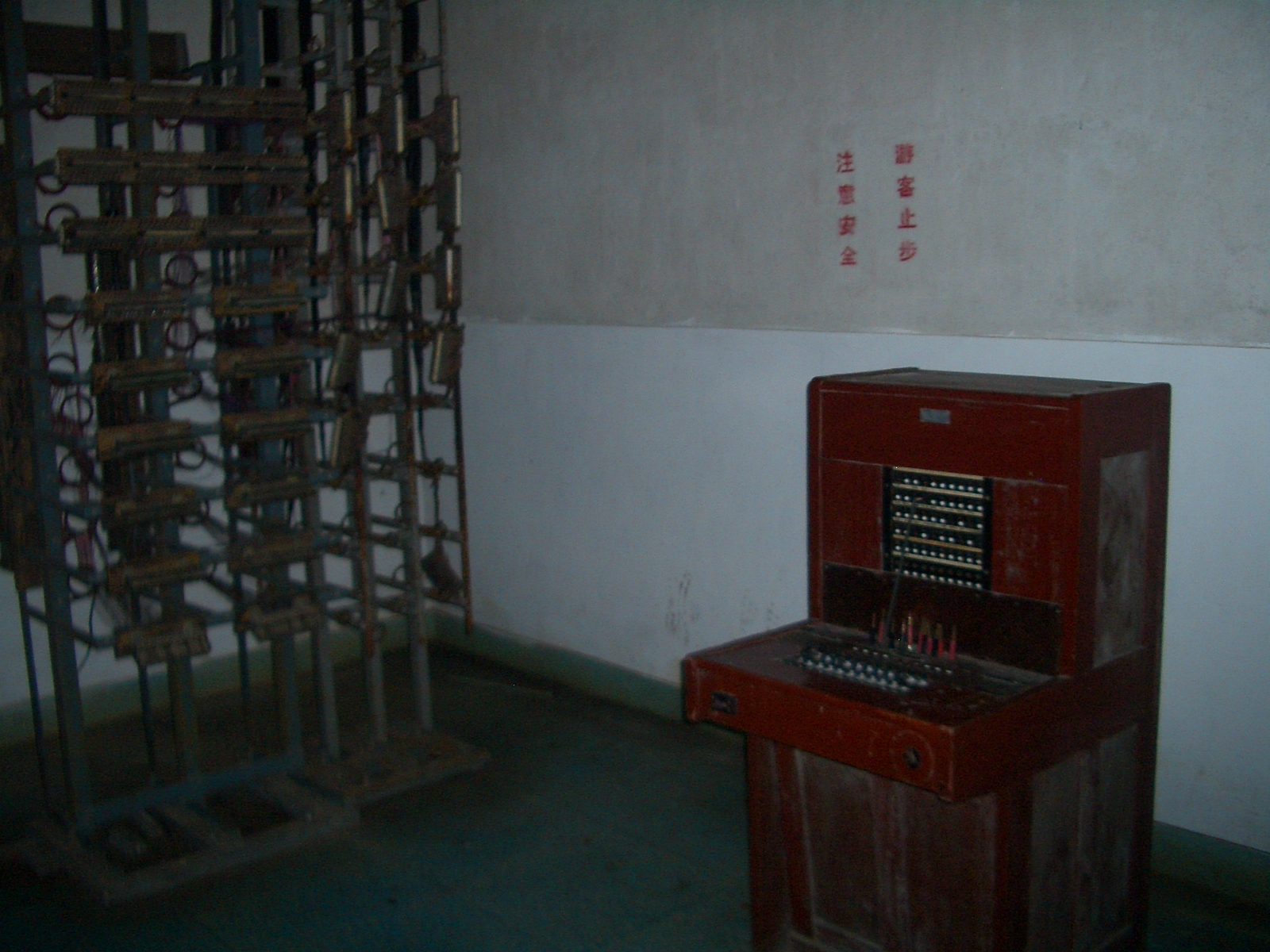
地下通訊中心
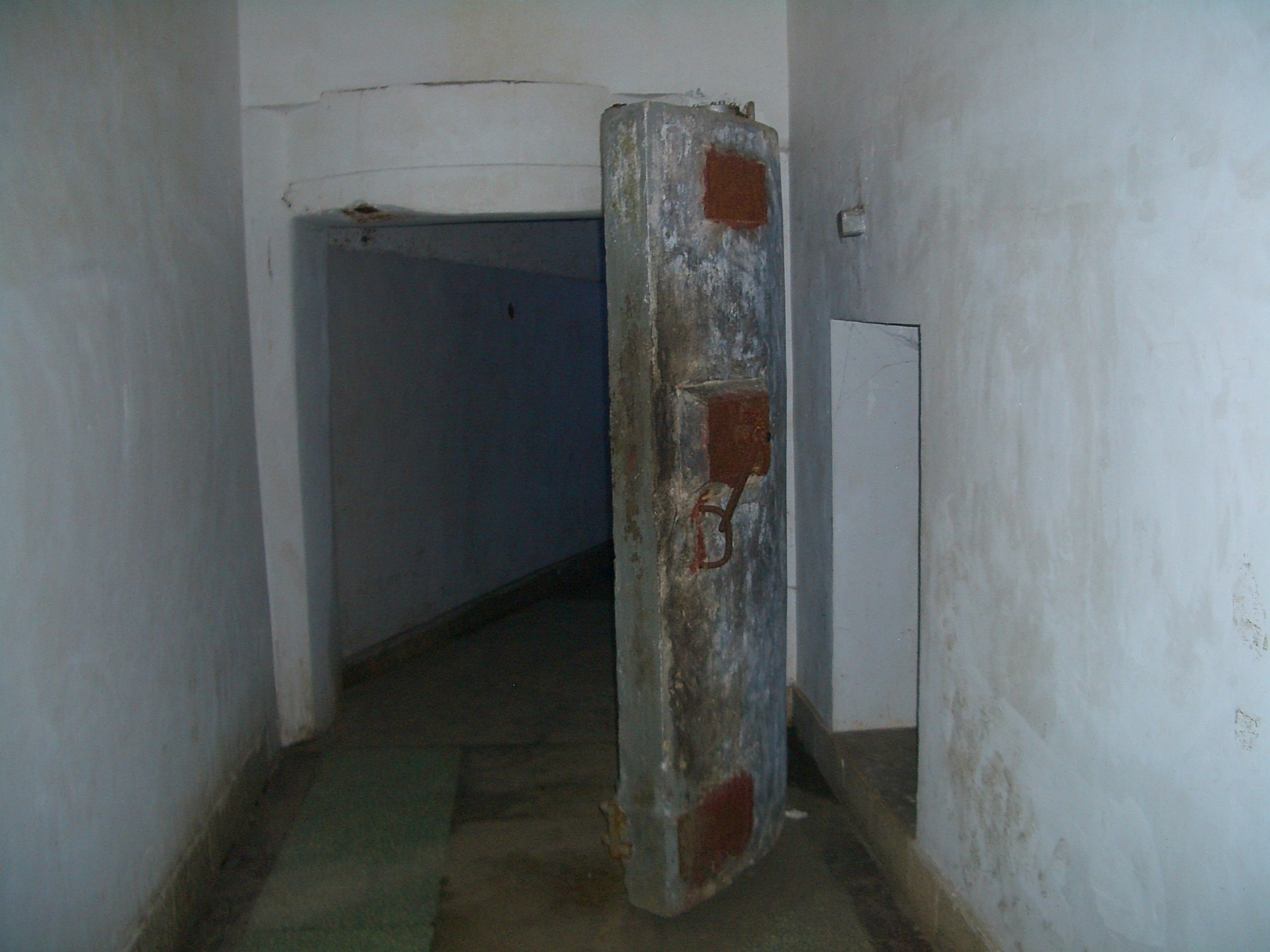
內部一扇防爆門
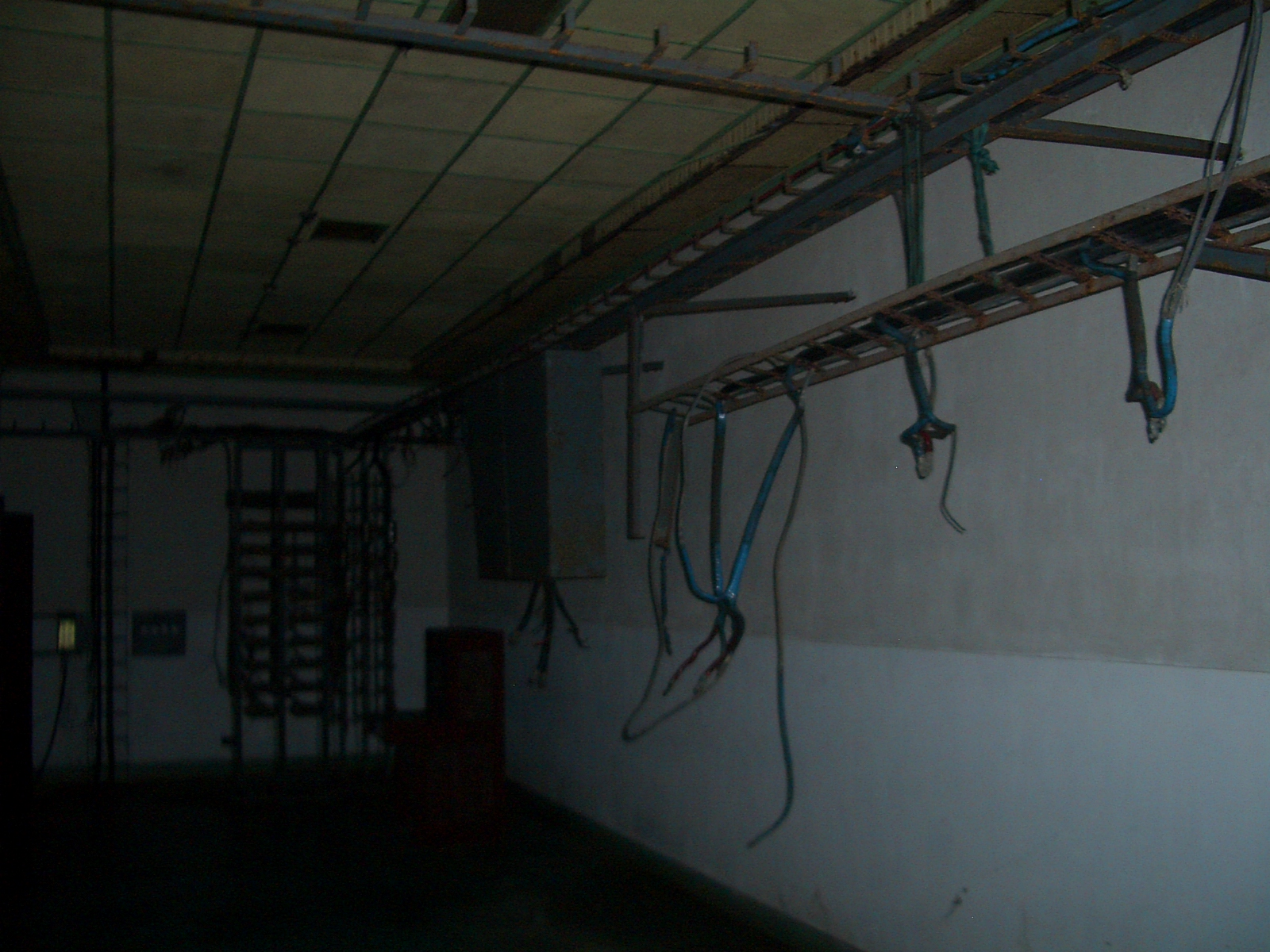
警衛指揮室
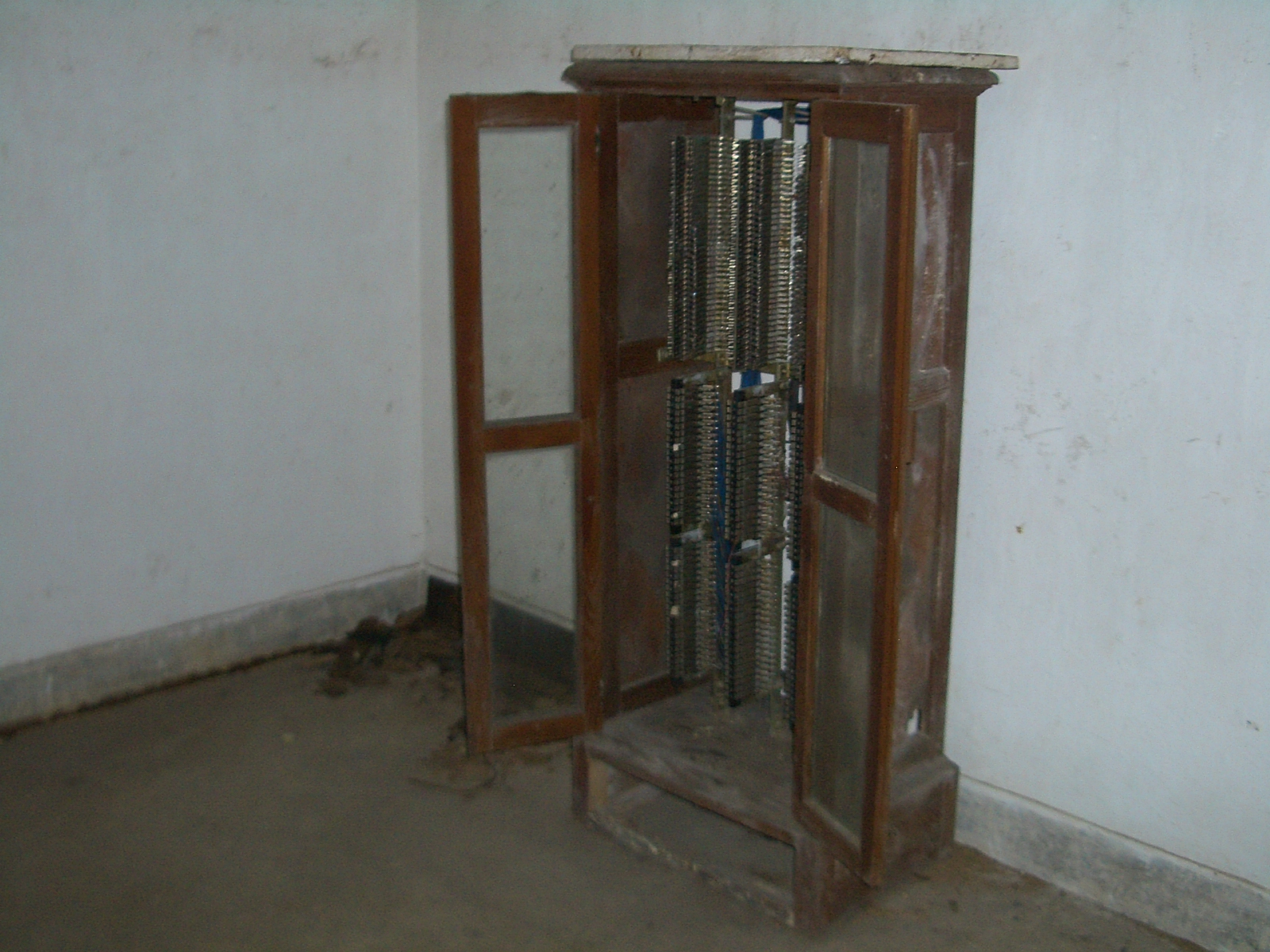
電話線箱
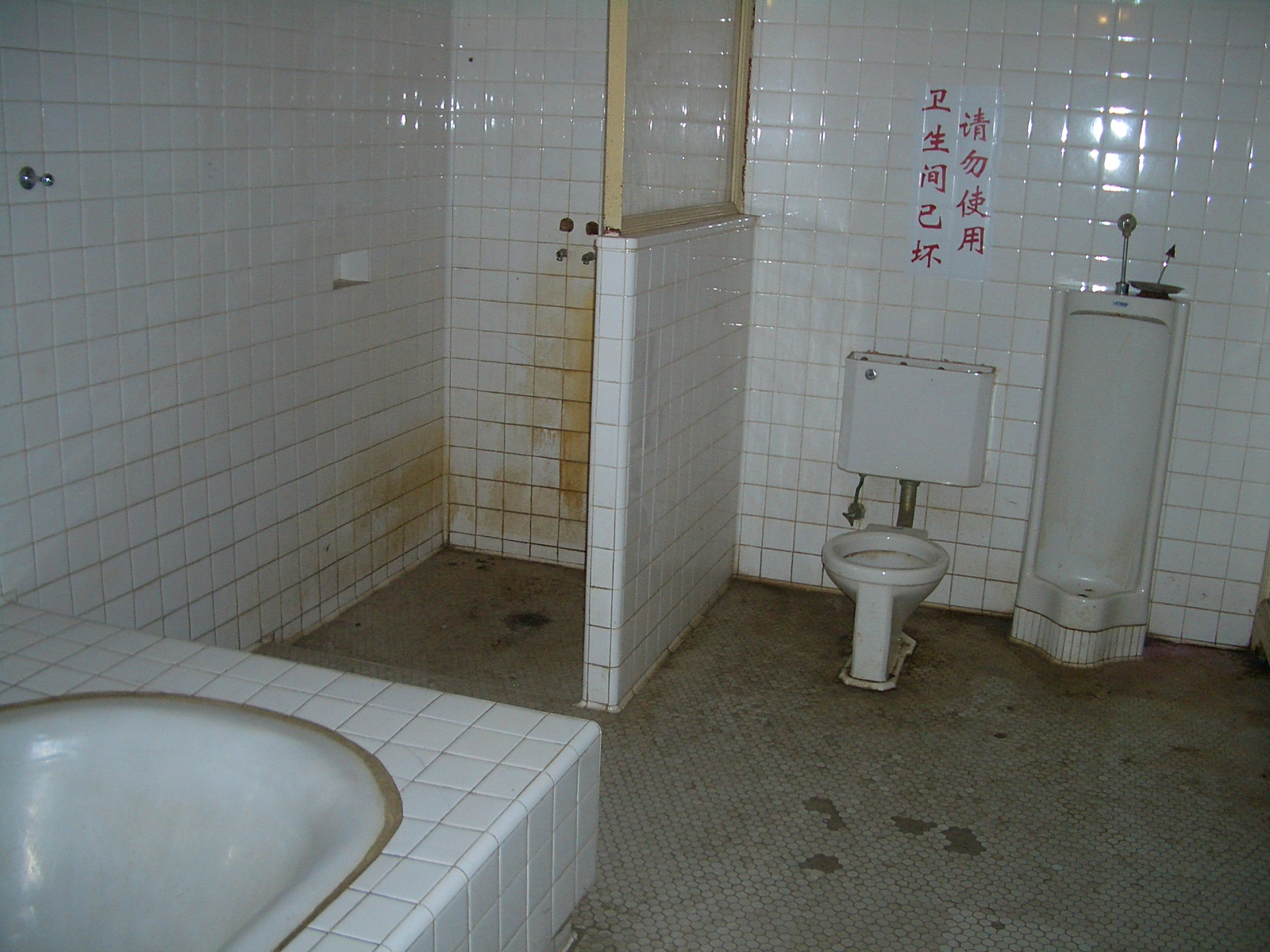
其中一個地下居所的廁所
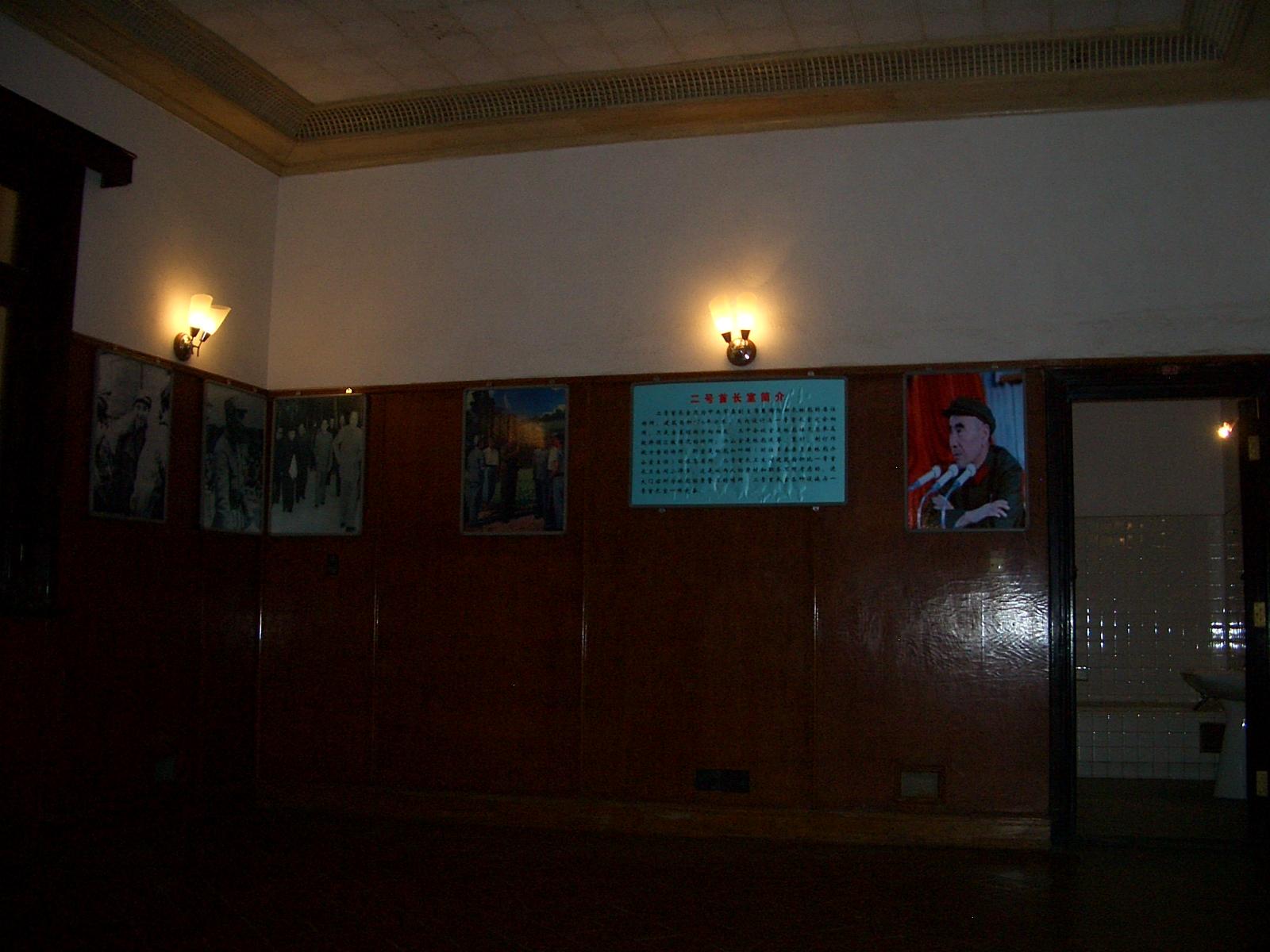
林彪套房
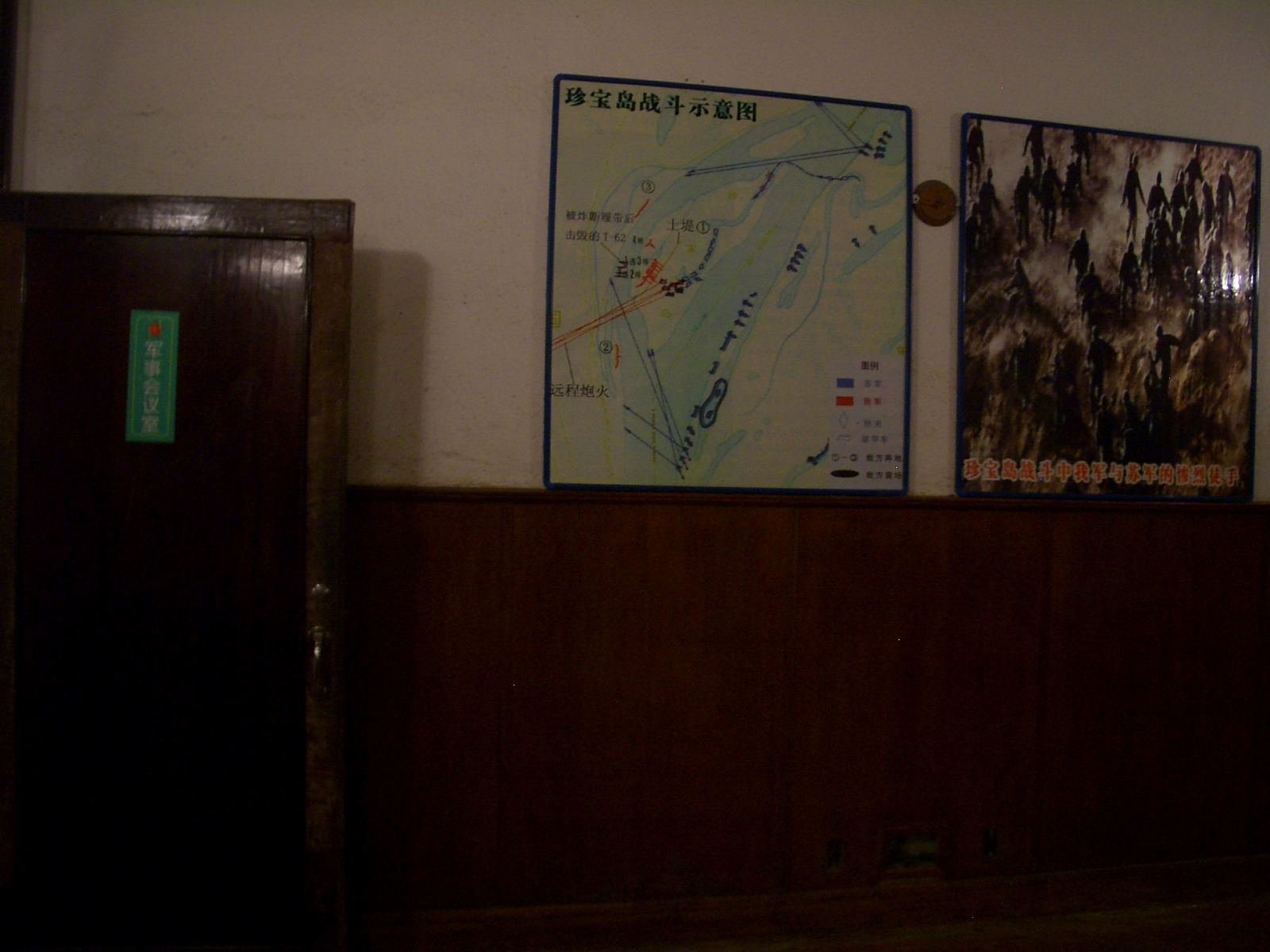
軍議廳
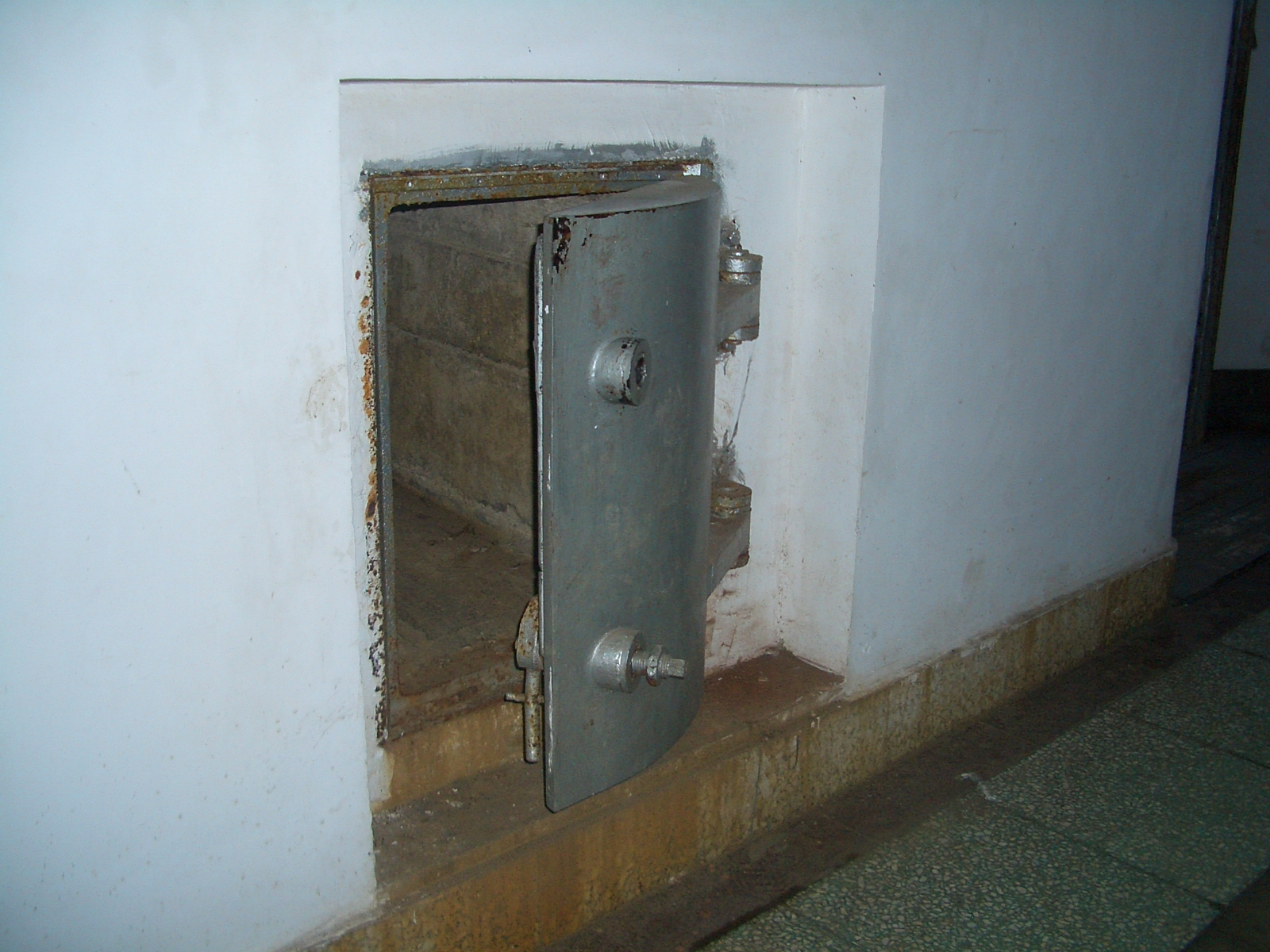
坑道一個暗哨防禦點
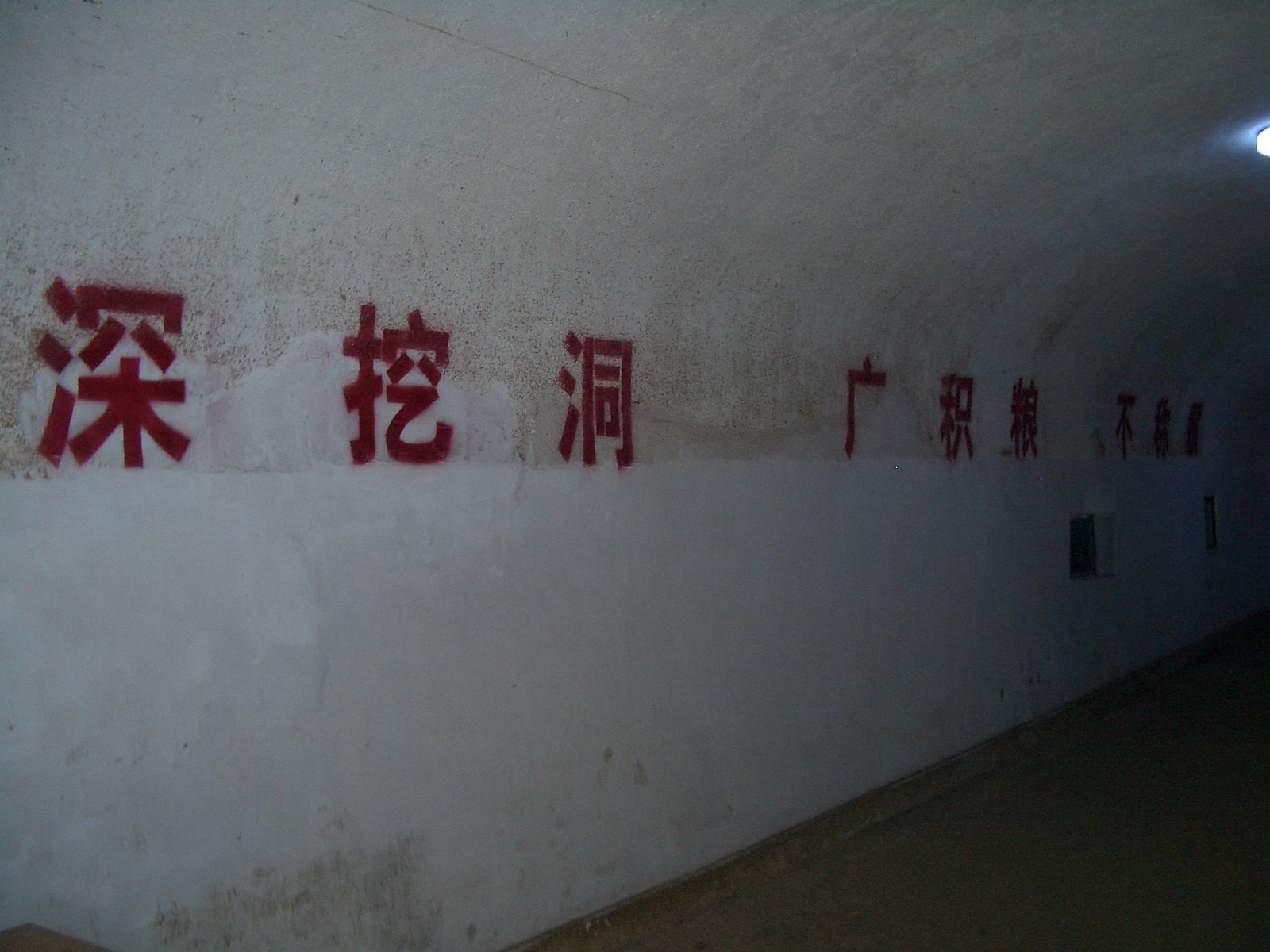
標語

## 參看
- 中苏交恶
- 深挖洞、广积粮、不称霸
- 北京地下城
- 816地下核工廠
- 夏延山綜合設施，美國的核子碉堡。